# Calliopum simillimum
Calliopum simillimum är en tvåvingeart som först beskrevs av Collin 1933.  Calliopum simillimum ingår i släktet Calliopum och familjen lövflugor. Arten är reproducerande i Sverige. Inga underarter finns listade i Catalogue of Life.